# Almanach
Almanach (tudi Allmenaco), nizozemski slikar, * (?), Antwerpen, † (?).
Almanach je bil slikar, ki je v poznem 17. stoletju (verjetno med 1659 ~ 1700)  deloval na Kranjskem. Po mnenju umetnostnega zgodovinarja Urša Lubeja bi Almanacha lahko identificirali z nizozemskim slikarjem Hermanom Verelstom (1640/41–1702), ki je bil leta 1678 dokumentiran v Ljubljani.
Almanach je po Kranjskem slikal freske in oljnate slike, zlasti portrete. Več gradov je okrasil s freskami (npr. Bokalce), Iški turen in frančiškansko obednico v Ljubljani. Napravil je portreta Ivana Daniela Erberga in njegove soproge Marjete rojene Dinzel, ki jih je hranil baron Erberg v Dolu. V zagrebški metropolitski knjižnici so med risbami, ki jih je Valvasor nabral, tri Almanachove: Ljubljana, grad Wagensberg in kranjski seljak. Almanacha označujeta izrazit chiaroscuro in realizem. Motivi njegovih del so predvsem lov, tihožitje, žanr in mitologija.
Njegova slika Kvartopirci je na razstavi v Narodni galeriji v Ljubljani. 